# Kai Ginsborg
Kai Josef Ginsborg (født Josef Chaim Ginsborg, 9. marts 1919 i København – 22. maj 2007 i Klampenborg) var en dansk direktør og grundlægger af butikskæden Deres.
Ginsborg åbnede i 1939 tøjbutikken Carlton i Nykøbing Falster, der fremstillede tøj af egen produktion, men det blev med Deres-kæden, hvis første butik åbnede i 1956 på Strøget, at han manifesterede sig i dansk erhvervsliv. I slutningen af 1970'erne solgte han Deres, der var blevet en velrenommeret forretning, til børnene John og Sysser. Udover Deres stod Ginsborg desuden sammen med bl.a. Bent Fabricius-Bjerre bag ombygningen af det tidligere Anva-varehus på Vesterbrogade til forlystelsesetablissementet Scala.